# 泥地跳跃

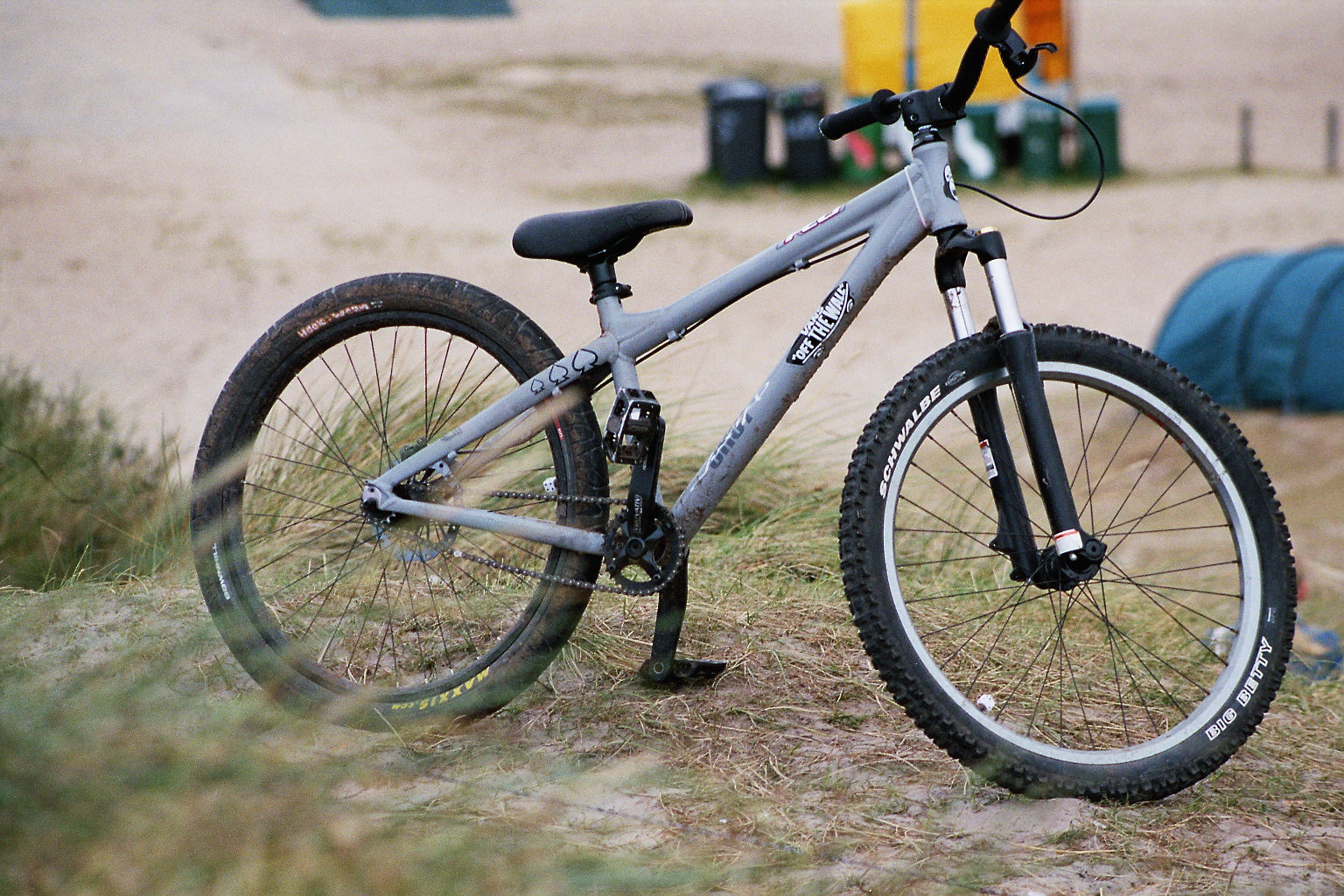
自行車

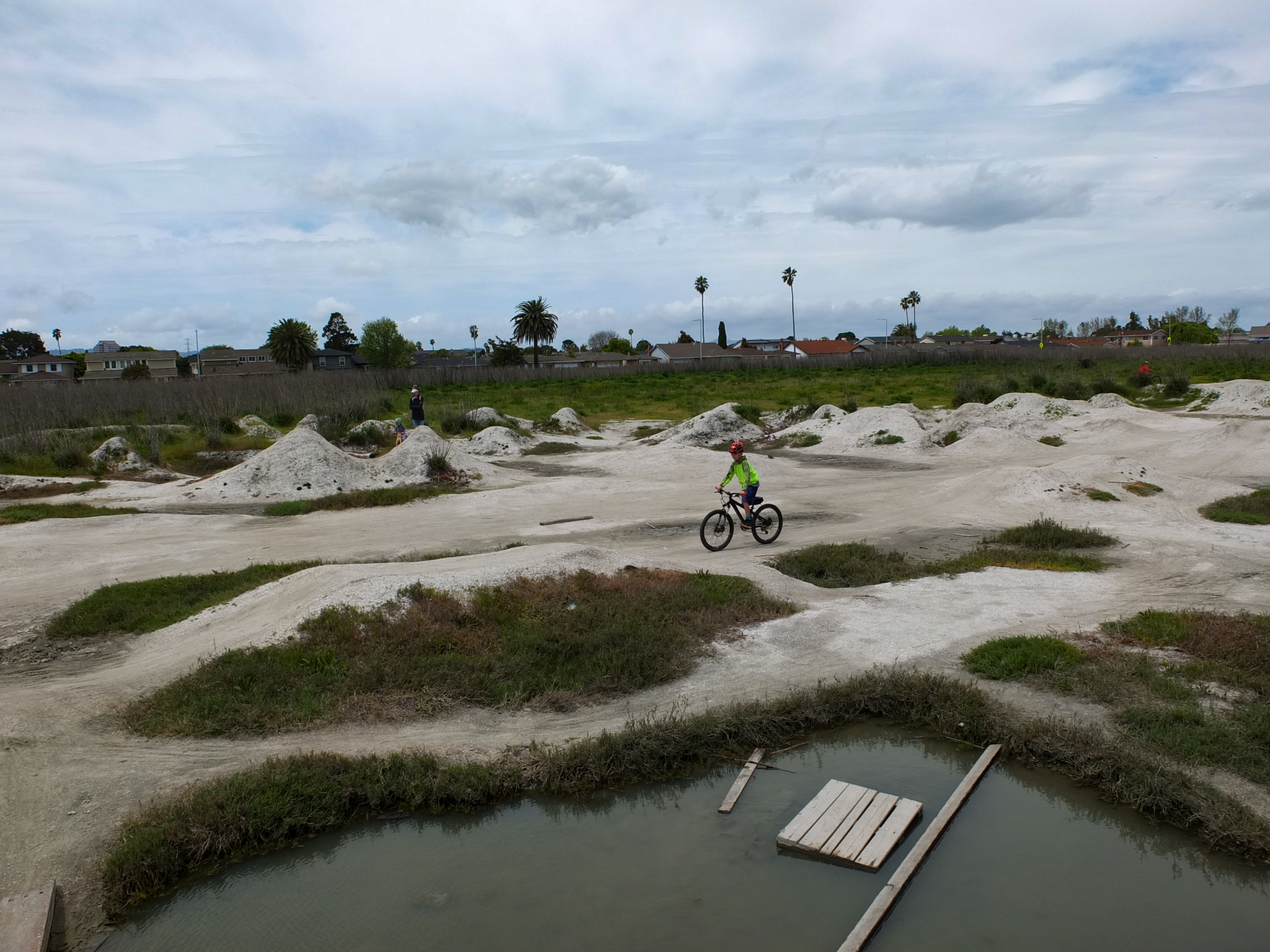
泥地跳跃，位於美國加利福尼亚州福斯特城

泥地跳跃是指人們骑自行車越过由泥土或土壤制成的跳台。泥土跳跃是与BMX比赛一起发展起来的，与BMX或山地车比赛类似，骑手要从土堆上跳下，通常還要表演一个空中技巧。